# Liste der Stolpersteine in Sulingen
Die Liste der Stolpersteine in Sulingen enthält alle Stolpersteine, die im Rahmen des gleichnamigen Projekts von Gunter Demnig in Sulingen verlegt wurden. Mit ihnen soll an Opfer des Nationalsozialismus erinnert werden, die in Sulingen lebten und wirkten.

## Verlegte Stolpersteine
| Adresse           | Verlege- datum | Person, Inschrift                                                        | Bild                                   | Anmerkung |
| ----------------- | -------------- | ------------------------------------------------------------------------ | -------------------------------------- | --------- |
| Lange Straße 52 · | 20. Apr. 2007  | Hier wohnte Minna Jacobsohn Jg. 1882 deportiert 1941 Riga ermordet       | Stolperstein für Minna Jacobson        |           |
| Lange Straße 52 · | 20. Apr. 2007  | Hier wohnte Bertha Jacobsohn Jg. 1880 deportiert 1941 Riga ermordet      | Stolperstein für Bertha Jacobson       |           |
| Lange Straße 44 · | 20. Apr. 2007  | Hier wohnte Eva Bloch Jg. 1919 deportiert 1941 Riga ermordet in Stutthof | Stolperstein für Eva Bloch             |           |
| Lange Straße 44 · | 20. Apr. 2007  | Hier wohnte Toni Bloch geb. Bloch Jg. 1878 deportiert 1941 Riga ermordet | Stolperstein für Toni Bloch geb. Bloch |           |
| Lange Straße 44 · | 20. Apr. 2007  | Hier wohnte Iwan Bloch Jg. 1878 deportiert 1941 Riga ermordet            | Stolperstein für Iwan Bloch            |           |
| Hohe Straße 23 ·  | 20. Apr. 2007  | Hier wohnte Samuel Kahn Jg. 1886 deportiert 1942 Zamosc ermordet         | Stolperstein für Samuel Kahn           |           |